# Paidia palastinensis
Paidia palastinensis là một loài bướm đêm thuộc phân họ Arctiinae, họ Erebidae.